# Saint-Bonnet-le-Château
Saint-Bonnet-le-Château je naselje in občina v jugovzhodnem francoskem departmaju Loire regije Rona-Alpe. Leta 2009 je naselje imelo 1.540 prebivalcev.

## Geografija
Kraj leži v pokrajini Forez 34 km zahodno od Saint-Étienna.

## Uprava
Saint-Bonnet-le-Château je sedež istoimenskega kantona, v katerega so poleg njegove vključene še občine Aboën, Apinac, Estivareilles, Merle-Leignec, Rozier-Côtes-d'Aurec, Saint-Hilaire-Cusson-la-Valmitte, Saint-Maurice-en-Gourgois, Saint-Nizier-de-Fornas, La Tourette in Usson-en-Forez z 8.206 prebivalci (v letu 2008).
Kanton Saint-Bonnet-le-Château je sestavni del okrožja Montbrison.

## Zanimivosti
- gotska kolegialna cerkev sv. Boneta, francoski zgodovinski spomenik od leta 1922. Prvotna kapela je bila prvikrat omenjena leta 1225 kot podružnica župnije v Saint-Nizier-de-Fornasu in je služila danes že izginulemu gradu. Sedanja cerkev je iz začetka 15. stoletja. Kolegial je znan po freskah iz 15. stoletja in knjižnici z ohranjenimi inkunabulami. V grobnici lokalne plemiške družine so med popravili v letu 1837 odkrili mumije, ki datirajo v čas od 15. do 17. stoletja

- Kolegial
- Zahodni portal
- grofica Anna de Forez, dauphine d'Auvergne
- mumije